# Río Tirteafuera
El Tirteafuera es un río del centro de la península ibérica perteneciente a la cuenca hidrográfica del Guadiana, que discurre por la provincia de Ciudad Real (España).

## Curso

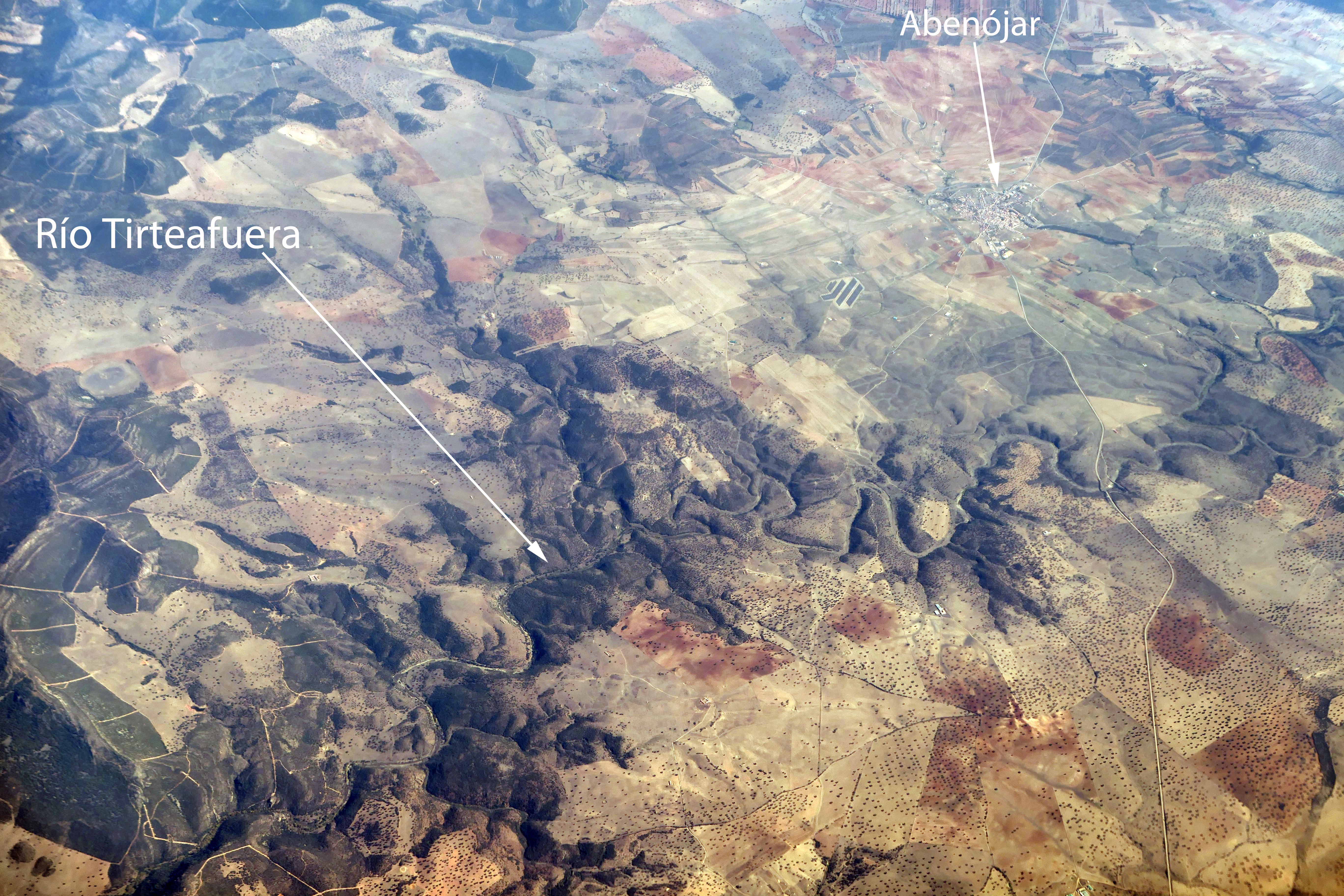
Vista aérea

De nombre arábigo deformado por etimología popular, nace en la Sierra de Calatrava y discurre íntegramente en la provincia de Ciudad Real, paralelo al Guadiana en dirección este-noroeste hasta las proximidades de Abenójar, desde donde tuerce al norte formando numerosos meandros hasta desembocar en la margen izquierda del Guadiana. 
Su cuenca ocupa unos 968 km² y en ella hay una decena de poblaciones. Fue declarado Lugar de Interés Comunitario y configura la también denominada depresión del Tirteafuera. Es de escaso y contaminado caudal y en periodos de sequía suele secarse, también por la sobreexplotación agraria. Transcurre, entre otras localidades, por Argamasilla de Calatrava, Villamayor de Calatrava y la localidad que le da nombre, Tirteafuera. Aparece mencionado en el Quijote, pues uno de sus personajes es el doctor Pedro Recio y Agüero de Tirteafuera.